# Château de Preignes-le-Vieux
Le château de Preignes-le-Vieux est un monument historique de Vias dans l'Hérault, en France. Il a été inscrit au titre de Monument historique en 1995. C'est un domaine viticole produisant des vins des terrasses de Béziers.

## Historique
Le domaine est situé sur le cartulaire d'Agde (Version Raymonde de Foreville au 30 janvier 1115) sous l'appellation de « ecclesia  Sancti  Petri de Prenias » ; l’étymologie vient du latin médiéval prunias (du Cange V, p.497 dérivé de prunias, « prunier », altéré sous l’influence du verbe prendre). Quant à Preissan (situé sur la commune d’Agde) cité sur le cartulaire d’Agde le 25 février 936 (version Raymonde de Foreville), nous trouvons infra terminium de villa Preissano (étymologies : domaine gallo-romain surnom latin Priscus + suffixe -i-anum ). Par conséquent, Preissan et Preignes sont deux domaines dissemblables. En 1965, les vestiges d'une villa romaine ont été découverts, avec des restes d'amphores de 2 000 ans.
Le domaine est exploité comme paroisse et demeure seigneuriale par l'évêque d'Agde. La forteresse est construite entre 1202 et 1220 par le vicomte Guillaume de Pézenas à côté d'une chapelle de la fin du XIIe siècle pour faire front à d'éventuels assaillants comme les cathares ou le Prince noir.
Le château est remanié plusieurs fois notamment au XVIe siècle.
La famille Vic a acquis le château en 1905 le transformant en vaste domaine viticole. Depuis les générations de la famille se succèdent à la tête du domaine de Preignes-le-Vieux. Dans les années 1950, le château a été rénové pour être habité par la famille.

## Le château et les bâtiments annexes
Le domaine est situé entre Agde et Béziers, près du Libron, à environ 5 km au nord de la mer Méditerranée.
Le château présente un corps de logis principal à trois étages avec des tours rondes aux angles nord et ouest. Une tour carrée avec un escalier à vis est adossée en milieu de la façade sud-est. Au devant, une cour est fermée à l'est et au sud par une courtine et un grand portail sud-est orné d'une grille, et renforcés par une tour ronde aux angles sud et est. L'ensemble est bâti en petit et moyen appareil de basalte. 
Au sud-ouest, distincts du château, un ensemble de bâtiments anciens comprend chapelle du XIIe siècle, une tour d'escalier à vis, une forge et un pigeonnier.

## Le domaine viticole
150 ha de vignes sont plantés sur des terres argilo-graveleuses et basaltiques. Une vingtaine de cépages sont exploités tel la syrah, le grenache, le merlot, le cabernet-sauvignon, le chardonnay, le viognier ou plus récemment le vermentino et le marselan.
Le domaine produit des vins rouges, blancs et rosés en appellation IGP coteaux-de-béziers (anciennement coteaux-du-libron) ou pays d'Oc.